# Oorlog van Saint-Sardos
De Oorlog van Saint-Sardos was een onderdeel van de Frans-Engelse Oorlogen

## Achtergrond
De ambitie van koning Filips IV van Frankrijk en zijn zonen was zijn macht over zijn vazallen duidelijk te stellen. Sinds 1322 was zijn zoon Karel IV van Frankrijk aan de macht en die zette de politiek van zijn vader verder. Een banaal incident rond het stadje Saint-Sardos, gelegen in Gascogne, een hertogdom in de handen van de Engelse Plantagenets was een gelegenheid om de Engelse koning te convoceren voor het Parlement van Parijs.
Eduard II had in eigen land meer dan genoeg problemen en had geen diplomatieke crisis met Frankrijk nodig. Het nieuws duurde meer dan vijf weken om Edward II te bereiken, en zodra het nieuws hem bereikte, stuurde hij een brief waarin hij zijn verontschuldigingen aanbood en zijn onschuld verkondigde, met de belofte de dader te vinden en te straffen.
Een diplomatiek steekspel begon. Op den duur eiste Karel IV, dat Eduard II persoonlijk voor het Parlement van Parijs zou komen verontschuldigen. Het geduld van Karel IV raakte op, hij confisqueerde de Engelse bezittingen en stuurde zijn oom Karel van Valois, die in augustus 1324 Aquitanië binnenviel. Na zes weken was de klus geklaard.

## Onderhandelingen
De vrouw van Eduard II, Isabella, de zus van Karel IV, was bereid te onderhandelen, met steun van Paus Johannes XXII. Ze stelde voor dat hun zoon, kroonprins Eduard III, in de plaats van zijn vader voor het Parlement van Parijs zou verschijnen en zo gebeurde. Karel IV was bereid het hertogdom terug te geven behalve de regio Agenais. 

## Vervolg
Isabella keerde niet naar Engeland terug en beraamde met haar minnaar Roger Mortimer een invasie van Engeland. Uiteindelijk zal Eduard II gedwongen worden af te treden.